# Nuoto ai Giochi della XXIX Olimpiade - 400 metri stile libero femminili

## Record
Prima di questa competizione, il record del mondo (WR) e il record olimpico (OR) erano i seguenti.
|  | 4'01"53 | Federica Pellegrini Italia | 24 marzo 2008 Eindhoven, Paesi Bassi  |
|  | 4'03"85 | Janet Evans Stati Uniti    | 22 settembre 1988 Seul, Corea del Sud |

Durante l'evento sono stati migliorati i seguenti record:
| Data      | Evento      | Atleta              | Nazione     | Tempo   | Record |
| --------- | ----------- | ------------------- | ----------- | ------- | ------ |
| 10 agosto | 5ª batteria | Katie Hoff          | Stati Uniti | 4'03"71 |        |
| 10 agosto | 6ª batteria | Federica Pellegrini | Italia      | 4'02"19 |        |

## Batterie
Si sono svolte 6 batterie di qualificazione. Le prime 8 atlete si sono qualificate direttamente per la finale.
Domenica 10 agosto
| #  | Batteria | Corsia | Atleta                        | Nazionalità   | Tempo   | Note |
| -- | -------- | ------ | ----------------------------- | ------------- | ------- | ---- |
| 1  | 6        | 4      | Federica Pellegrini           | Italia        | 4:02.19 | Q OR |
| 2  | 6        | 3      | Rebecca Adlington             | Regno Unito   | 4:02.24 | Q CR |
| 3  | 5        | 4      | Katie Hoff                    | Stati Uniti   | 4:03.71 | Q OR |
| 4  | 5        | 4      | Joanne Jackson                | Regno Unito   | 4:03.80 | Q    |
| 5  | 5        | 3      | Bronte Barratt                | Australia     | 4:04.16 | Q OC |
| 5  | 5        | 5      | Coralie Balmy                 | Francia       | 4:04.25 | Q    |
| 7  | 4        | 6      | Camelia Alina Potec           | Romania       | 4:04.55 | Q    |
| 8  | 4        | 4      | Laure Manaudou                | Francia       | 4:04.93 | Q    |
| 9  | 4        | 5      | Otylia Jędrzejczak            | Polonia       | 4:05.50 |      |
| 10 | 4        | 3      | Linda Mackenzie               | Australia     | 4:05.91 |      |
| 11 | 6        | 1      | Stephanie Horner              | Canada        | 4:07.45 |      |
| 12 | 5        | 2      | Wendy Trott                   | Sudafrica     | 4:08.38 | AF   |
| 13 | 5        | 7      | Lotte Friss                   | Danimarca     | 4:08.47 |      |
| 14 | 6        | 5      | Kate Ziegler                  | Stati Uniti   | 4:09.59 |      |
| 14 | 6        | 7      | Flavia Rigamonti              | Svizzera      | 4:09.59 |      |
| 16 | 4        | 8      | Joerdis Steinegger            | Austria       | 4:09.72 |      |
| 17 | 6        | 2      | Melissa Corfe                 | Sudafrica     | 4:10.54 |      |
| 18 | 5        | 1      | Gabriella Fagundez            | Svezia        | 4:11.40 |      |
| 19 | 5        | 1      | Savannah King                 | Canada        | 4:11.49 |      |
| 20 | 3        | 3      | Susana Escobar                | Messico       | 4:11.99 |      |
| 21 | 3        | 5      | Monique Ferreira              | Brasile       | 4:12.21 |      |
| 22 | 4        | 7      | Miao Tan                      | Cina          | 4:12.35 |      |
| 23 | 4        | 2      | Erika Villaécija              | Spagna        | 4:14.25 |      |
| 24 | 3        | 6      | Hoi Shun Stephanie Au         | Hong Kong     | 4:14.82 |      |
| 25 | 6        | 8      | Jaana Ehmcke                  | Germania      | 4:15.15 |      |
| 26 | 5        | 8      | Mo Li                         | Cina          | 4:15.50 |      |
| 27 | 3        | 2      | Eleftheria Evgenia Efstathiou | Grecia        | 4:15.78 |      |
| 28 | 3        | 4      | Daria Belyakina               | Russia        | 4:16.21 |      |
| 29 | 1        | 4      | Boglárka Kapás                | Ungheria      | 4:16.22 |      |
| 30 | 3        | 1      | Lynette Lim                   | Singapore     | 4:17.67 |      |
| 31 | 6        | 6      | Ai Shibata                    | Giappone      | 4:17.96 |      |
| 32 | 2        | 2      | Yanel Andreina Pinto Perez    | Venezuela     | 4:18.09 |      |
| 33 | 2        | 1      | Nataliya Khudyakova           | Ucraina       | 4:18.34 |      |
| 34 | 3        | 7      | Cecilia Biagioli              | Argentina     | 4:19.85 |      |
| 35 | 2        | 7      | Eva Lehtonen                  | Finlandia     | 4:20.07 |      |
| 36 | 2        | 3      | Kristina Lennox-Silva         | Porto Rico    | 4:20.17 |      |
| 37 | 2        | 6      | Jieun Lee                     | Corea del Sud | 4:21.53 |      |
| 38 | 2        | 5      | Cai Lin Khoo                  | Malaysia      | 4:23.37 |      |
| 39 | 2        | 4      | Golda Marcus                  | El Salvador   | 4:23.50 |      |
| 40 | 3        | 8      | Chin-Kuei Yang                | Taipei cinese | 4:24.78 |      |
| 41 | 1        | 3      | Shrone Austin                 | Seychelles    | 4:35.86 |      |
| 42 | 1        | 5      | Natthanan Junkrajang          | Thailandia    | DNS     |      |

## Finale
Lunedì 11 agosto
| Posizione | Atleta              | Paese       | Tempo   |
| --------- | ------------------- | ----------- | ------- |
|           | Rebecca Adlington   | Regno Unito | 4:03.22 |
|           | Katie Hoff          | Stati Uniti | 4:03.29 |
|           | Joanne Jackson      | Regno Unito | 4:03.52 |
| 4         | Coralie Balmy       | Francia     | 4:03.60 |
| 5         | Federica Pellegrini | Italia      | 4:04.56 |
| 6         | Camelia Potec       | Romania     | 4:04.66 |
| 7         | Bronte Barratt      | Australia   | 4:05.05 |
| 8         | Laure Manaudou      | Francia     | 4:11.26 |